# Vườn quốc gia Bắc Kinh Trường Thành
Vườn quốc gia Bắc Kinh Trường Thành (tiếng Trung: 北京长城国家公园) là một vườn quốc gia nằm tại Diên Khánh, Bắc Kinh, Trung Quốc. Vườn quốc gia bảo vệ khu vực từ danh thắng quốc gia Bát Đạt Lĩnh cho đến Minh Thập Tam lăng phần thuộc Diên Khánh. Được thành lập vào ngày 14 tháng 1 năm 2017, vườn quốc gia nhằm mục đích bảo vệ hiệu quả nguồn lực địa phương.